# Асоціативний ланцюг (мнемоніка)
Асоціативний ланцюг (ланцюжковий метод або система мнемонічних зв'язків) — метод мнемоніки, який дозволяє запам'ятовувати списки слів шляхом створення міцних зв'язків між його елементами. Схожий до методу палац пам'яті, але не потребує прив'язки до певного місця чи іншого зовнішнього предмета, з яким буде створюватися асоціація.
Найпростішим ланцюгом є зв'язок між двома словами «слово1 <=> слово2». Такий ланцюг вважається міцним, коли після запам'ятовування, стає можливим пригадування першого слова по другому і навпаки. Для запам'ятовування ланцюгів що складаються із 3-х слів чи більше застосовується аналогічне правило — потрібно створити асоціацію між першим та другим словом, потім між другим та третім і т. д. В результаті по першому слову можна буде пригадати всі елементи ланцюга.

## Створення асоціації
Пам'ять має асоціативну природу, тому пригадування яскравих образів та сюжетів, таких як міфи, казки чи сновидіння не потребують великих зусиль. Цей закон застосовується для створення асоціацій між двома словами-образами.
Для закріплення нової асоціації необхідно проявити творчу уяву та деякі правила, що дозволять, щоб цей зв'язок перейшов у довготривалу пам'ять:
- Яскравість — потрібно ясно та чітко побачити картинку внутрішнім зором, деталі предметів — форма, колір, запах, смак і т. д.
- Позитивність — асоціація повинна бути незвичною, жартівливою, але без насилля та жорстокості.
- Динамічність — перший та другий предмети мають динамічно взаємодіяти один з одним, бути в русі, збільшуватися чи зменшуватися, перетворюватися, і т. д.
- Фантастичність — образи мають бути незвичними, чим фантастичніший сюжет, тим сильніший зв'язок і менше зусиль потрібно буде потім для пригадування.

Чим сильніша творча уява та візуалізація, тим легше буде згадати, і навпаки чим вона слабша, тим більше зусиль знадобиться для пригадування.

## Приклади
На практиці для тренування пам'яті та створення асоціацій використовують списки, що містять від 30 до 100 пар слів. Щоб створити та закріпити асоціацію в пам'яті, людині в середньому потрібно від 7 до 15 секунд, і для цього використовують метроном або мобільні додатки, такі як Natural Metronome. По такту метронома переходять до створення наступної асоціації між словами і т. д. Після опрацювання всіх пар слів, необхідно закрити другу колонку і по першому слову згадати друге.
Приклад списку з 10 пар слів, які створені за допомогою онлайн сервісу Teoset:
| сходи шарф кіно качан жир кулак орден черевик парашут гребля | вареник сироп башта ложка ганчірка рис парфуми півень лимон клітка |

Прикладом сильної динамічної асоціації для пари «сходи — вареник» може бути фантастичний сюжет «товстий вареник весело з'їжджає вниз по сходах змащених маслом», а слабкою статичною асоціацією — «тарілка з варениками стоїть на сходах».
Іншим прикладом може бути список продуктів, які необхідно купити: «молоко, картопля, масло, …». Тоді асоціативний ланцюг можна скласти уявивши — «ми пірнаємо у молочне озеро та із дна підіймаємо картоплю, а коли починаємо її чистити, то всередині виявляється масло…».

## Інші приклади візуалізації
В багатьох релігійно-філософських традиціях вагоме місце займають вправи на візуалізацію символів та інших священних зображень.
В аналітичній психології Юнга використовується метод активної уяви для роботи з несвідомим.
В мистецтві візуалізація дозволяє зафіксувати в уяві художника сюжет чи пейзаж, щоб потім відтворити його у творах мистецтва. Наприклад, Айвазовський малював картини моря довго вдивляючись за рухом хвиль, а його учні практикували 5 хвилинне споглядання об'єктів, потім закривали очі та по пам'яті мали візуалізувати зображення, таким чином тренуючи уяву та пам'ять.

## Читайте також
- Мнемоніка
- Основна мнемонічна система
- Палац пам'яті
- Піфілологія